# Lespesia rufifrons
Lespesia rufifrons är en tvåvingeart som först beskrevs av Roeder 1885.  Lespesia rufifrons ingår i släktet Lespesia och familjen parasitflugor.
Artens utbredningsområde är Puerto Rico. Inga underarter finns listade i Catalogue of Life.